# Ganyme sapphira
Ganyme sapphira es una especie de coleóptero de la familia Ulodidae.

## Distribución geográfica
Habita en Victoria (Australia).